# Belgien i olympiska vinterspelen 2018
Belgien deltog i de olympiska vinterspelen 2018 i Pyeongchang, Sydkorea, med en trupp på 22 atleter (13 män, 9 kvinnor) fördelat på 9 sporter.
Vid invigningsceremonin bars Belgiens flagga av snowboardåkaren Seppe Smits.

## Medaljörer
| Medalj | Namn        | Sport                         | Gren               | Datum            |
| ------ | ----------- | ----------------------------- | ------------------ | ---------------- |
| Silver | Bart Swings | Hastighetsåkning på skridskor | Herrarnas masstart | 24 februari 2018 |